# Burckella obovata
Burckella obovata är en tvåhjärtbladig växtart som först beskrevs av Johann Georg Adam Forster, och fick sitt nu gällande namn av Jean Baptiste Louis Pierre. Burckella obovata ingår i släktet Burckella och familjen Sapotaceae. Inga underarter finns listade i Catalogue of Life.